# Sandra Toft
Sandra Toft (født 18. oktober 1989) er en dansk håndboldmålvogter, der til dagligt spiller i ungarske Győri Audi ETO KC og for Danmarks kvindehåndboldlandshold.
Hun blev i 2021 kåret som verdens bedste håndboldspiller af International Handball Federation (IHF).

## Karriere

### Klubhold
Toft begyndte at spille håndbold i Team Helsinge og sluttede sig derefter til Virum-Sorgenfri HK i 2002, i en alder af 14 år. I sommeren 2007 skiftede hun til ligaklubben Team Tvis Holstebro, hvor hun fik sin første professionelle kontrakt. I sæsonen 2010/11 var hun i finalen med Team Tvis Holstebro i EHF Cup'en, men blev besejret ligakonkurrenter fra FC Midtjylland Håndbold, der også havde nået finalen. I januar 2012, blev Toft igen skadet i sit venstre knæ, at hun måtte sidde ude resten af sæsonen. I sæsonen 2012/13 nåede hun igen finalen i EHF Cup'en, som TTH vandt denne gang.
I juni 2013 blev Toft opereret i knæet, hvilket betød at hun igen måtte holde pause i tre måneder. I sommeren 2014 skiftede hun til den norske storklub Larvik HK. Med Larvik vandt hun i alt 3x norske mesterskaber, 3x pokaltitler og nåede finalen i EHF Champions League-sæsonen 2014-15. Larvik blev dog besejret af montenegrinske ŽRK Budućnost. Samme sæson, blev hun kåret til sæsonens bedste målvogter i EHF Champions League.
Fra sæsonen 2017/18 skrev hun under på en toårig kontrakt med Team Esbjerg. Med Team Esbjerg, vandt hun DHF's Landspokalturnering 2017, Danmarksmesterskabet i 2019. og var finalist ved EHF Cup'en 2019, men blev besejret af ungarske Siófok KC. Hun skiftede i sommeren 2019, til den fransk storklub Brest Bretagne Handball, hvor hun skulle spille sammen med store profiler som Isabelle Gulldén, Ana Gros og Marta Mangué.
Hun var igen CL-finalen i maj 2021 med Brest Bretagne Handball, hvor hun vandt sølv efter et finalenederlag til norske Vipers Kristiansand.

### Landshold
Toft debuterede på det danske landshold, den 27. marts 2008 mod Tjekkiet. Hun fik slutrundedebut ved Verdensmesterskabet 2011 i Brasilien, hvor hun var med som tredjekeeper, efter Karin Mortensen og Christina Pedersen. Ved slutrunden, blev hun nummer fire, efter at have tabt bronzekampen til Spanien. Hun deltog ligeledes året efter ved EM 2012 i Serbien, hvor hun fik en større rolle, end året forinden. Ved EM 2012 i Serbien, sluttede hun turneringen med en redningsprocent på 31 %. Hun gik glip af VM 2013 i Serbien, på grund af sygdom. Hun har siden EM 2014 i Ungarn/Kroatien, deltaget ved alle EM- og VM-slutrunder. Ved EM 2016 i Sverige sluttede, hun sammen med Danmark på en fjerdeplads. Hun kom på EM's All Star-hold i 2016, som bedste målvogter. Hun sluttede slutrunden med en redningsprocent på 35%.
Hun blev i januar 2020, kåret til Årets Målvogter 2019, af det anerkendte håndboldmedie Handball-Planet.com.
Hun var med til at vinde bronzemedaljer med Danmark, ved VM i kvindehåndbold 2021 i Spanien. Hun blev desuden kåret til turneringens bedste målvogter og sluttede med en samlet redningsprocent på 43%.
Ved EM i 2024 blev hun udeladt af truppen til fordel for Anna Kristensen, og blev derfor i samme omgang fjernet som kaptajn for det danske landshold. Hun blev dog senere inkluderet i truppen igen, da Althea Reinhardt blev skadet.

## Uheld
Den 23. april 2009 forulykkede Sandra Toft, da hun mistede herredømmet over sin bil. Hun var fem millimeter fra at blive lam fra halsen og nedefter, da hun brækkede en nakkehvirvel ved uheldet. Hun var dog tilbage på håndboldbanen den 2. september samme år.

## Priser
- EHF Excellence Awards 2024 - Team of the season - bedste målvogter [26]
- Verdens bedste kvindelige håndboldspiller i 2021 af IHF[2][27]
- VM ALL Star - Bedste Målmand - VM i håndbold 2021 i Spanien.[28]
- EM ALL Star - Bedste Målmand - EM i håndbold 2020 i Danmark.[29]
- EM ALL Star - Bedste Målmand - EM i håndbold 2016 i Sverige.[30]
- Årets kvindelige håndboldspiller 2019 - Håndbold Spiller Foreningen[31]
- Årets kvindelige håndboldspiller 2020 - Håndbold Spiller Foreningen[31]
- Bedste Målmand - EHF Champions League 2014-15[32]
- Bedste Målmand - Af Handball-Planet-com i 2019[20]
- Årets Landsholdspiller 2017/2018 - Dansk Håndbold.[33]
- Årets Landsholdspiller 2019/2020 - Dansk Håndbold.[34]
- Årets Landsholdspiller 2020/2021 - Dansk Håndbold.[35]
- Årets Landsholdspiller 2021/2022 - Dansk Håndbold.[36]

## Meritter

### Klubhold

#### Team Tvis Holstebro
- Danmarksmesterskabet:
  - Sølv: 2013
  - Sølv: 2015, 2016
- DHF's Landspokalturnering:
  - Sølv: 2010
- EHF Cup:
  - Vinder: 2013
  - Vinder: 2011

#### Larvik HK
- Eliteserien:
  - Vinder: 2015, 2016, 2017
- NM Cup:
  - Vinder: 2015, 2016, 2017
- EHF Champions League:
  - Sølv: 2015

#### Team Esbjerg
- Danmarksmesterskabet:
  - Vinder: 2019
- DHF's Landspokalturnering:
  - Vinder: 2017
- EHF Cup:
  - Sølv: 2019

#### Brest Bretagne Handball
- Ligue Féminine Handball[37]
  - Vinder: 2021 [38]
- Coupe De France
  - Vinder: 2021 [38]
- EHF Champions League:
  - Sølv: 2021

#### Győri AUDI ETO KC
- Ungarsk mesterskab[39]
  - Vinder: 2022/2023
- Ungarsk Pokalturnering
  - Sølv: 2022/2023
  - Sølv: 2023/2024
  - Sølv: 2024/2025
- EHF Champions League:
  - Vinder: 2024
  - Bronze: 2023[40]